# Romanisation Wade-Giles
Pour les articles homonymes, voir Wade.
Le Wade-Giles, parfois abrégé en Wade, est une romanisation du chinois mandarin. Il a été le principal système de transcription dans le monde anglophone au XIXe et pendant la majeure partie du XXe siècle, jusqu'à l'apparition du pinyin (système officiel de la Chine et de Taïwan).
Il a été conçu d'après un système créé par Thomas Francis Wade au milieu du XIXe siècle et modifié par Herbert Giles dans son dictionnaire chinois-anglais de 1912.

## Critiques du Wade-Giles et comparaison avec le pinyin
Un argument courant contre le système Wade-Giles est la représentation du caractère aspiré ou non de certaines consonnes par des apostrophes : p, p', t, t', k, k'. Les Occidentaux, peu familiers avec le système, enlèvent souvent les apostrophes s'ils ne savent pas qu'elles représentent des informations essentielles.
Le système pinyin répond à ce problème en employant les caractères latins dénotant les variantes sonores (b, d, g) des consonnes sourdes (p, t, k) pour représenter les consonnes non aspirées, la distinction entre sonore et sourde n'ayant pas lieu en chinois. Le système pinyin a également l'avantage important de représenter les tons par des accents au lieu des numéros.Wade-Giles utilise des numéros en exposant pour indiquer les tons (¹, ², ³, ⁴), alors que le pinyin utilise des accents ( ¯ , ´ , ˇ , ` ).
Le Wade-Giles utilise des traits d'unions pour séparer toutes les syllabes (par exemple : Hsi-an (西安) et Hsi-fan (稀飯)), alors que le pinyin ne sépare que les syllabes ambiguës, avec une apostrophe (par exemple : Xi'an, mais Xifan). Aucun des deux systèmes ne sépare les syllabes des noms d'institutions ou de lieux.
Voici d'autres différences avec le pinyin :
- ‹ Ü › (comme dans 玉, « jade ») a toujours un tréma au-dessus, tandis qu'en pinyin, le tréma est employé uniquement lorsqu'il est absolument nécessaire ;
- le groupe pinyin ‹ ong › est ‹ ung › en Wade-Giles (comme gong fu / kung fu) ;
- Wade-Giles utilise ‹ j › pour transcrire le phonème /ʐ/, ce son étant transcrit ‹ r › en pinyin ;
- Wade-Giles utilise des numéros en exposant pour indiquer les tons (¹, ², ³, ⁴), alors que le pinyin utilise des accents ( ¯ , ´ , ˇ , ` ) ;
- après une consonne, la diphtongue Wade-Giles ‹ uei › est écrite ‹ ui › en pinyin. Sinon[pas clair], ces deux romanisations, contrairement à quelques autres, utilisent ‹ iu › et ‹ un › à la place des syllabes complètes iou et uen ;
- ‹ i › n'est jamais précédé par ‹ y ›, comme en pinyin. La seule exception est dans le nom de lieux, qui sont sans traits d'unions, donc sans un ‹ y ›, une ambiguïté de syllabe peut se produire.

En français, quelques mots gardent leur orthographe à la Wade-Giles (comme taoïsme au lieu de daoïsme) ce qui entretient des confusions. Par exemple, celle entre le « chi » de tai-chi-chuan et celui de « ch'i kung », alors qu'en pinyin la distinction est évidente : taiji quan et qi gong.

## Initiales et finales
Les tables ci-dessous montrent les représentations Wade–Giles de chaque son chinois selon la prononciation du mandarin standard (en caractères gras), mis côte à côte avec le symbole phonétique de l'alphabet phonétique international (entre crochets), et les représentations équivalentes en bopomofo et en hanyu pinyin.

### Initiales
|            |             | Bilabiale    | Bilabiale  | Labio-dentale | Dentale/Alvéolaire | Dentale/Alvéolaire | Rétroflexe      | Rétroflexe   | alvéolo-palatale | Vélaire      |
| non voisée | voisée      | non voisée   | non voisée | voisée        | non voisée         | voisée             | non voisée      | non voisée   |                  |              |
| ---------- | ----------- | ------------ | ---------- | ------------- | ------------------ | ------------------ | --------------- | ------------ | ---------------- | ------------ |
| Nasale     | Nasale      |              | m [m] ㄇ m |               |                    | n [n] ㄋ n         |                 |              |                  |              |
| Occlusive  | non aspirée | p [p] ㄅ b   |            |               | t [t] ㄉ d         |                    |                 |              |                  | k [k] ㄍ g   |
| Occlusive  | Aspirée     | pʻ [pʰ] ㄆ p |            |               | tʻ [tʰ] ㄊ t       |                    |                 |              |                  | kʻ [kʰ] ㄎ k |
| affriquée  | non aspirée |              |            |               | ts [ts] ㄗ z       |                    | ch [ʈʂ] ㄓ zh   |              | ch [tɕ] ㄐ j     |              |
| affriquée  | Aspirée     |              |            |               | tsʻ [tsʰ] ㄘ c     |                    | chʻ [ʈʂʰ] ㄔ ch |              | chʻ [tɕʰ] ㄑ q   |              |
| Fricative  | Fricative   |              |            | f [f] ㄈ f    | s [s] ㄙ s         |                    | sh [ʂ] ㄕ sh    |              | hs [ɕ] ㄒ x      | h [x] ㄏ h   |
| Liquide    | Liquide     |              |            |               |                    | l [l] ㄌ l         |                 | j [ɻ~ʐ] ㄖ r |                  |              |

Au lieu de ts, tsʻ et s, Wade–Giles utilise tz, tzʻ et ss avant ŭ (Voir plus bas).

### Finales
|        |     | Coda           | Coda                   | Coda            | Coda                 | Coda               | Coda             | Coda               | Coda             | Coda               | Coda                 | Coda              | Coda                 | Coda           |
| ∅      | ∅   | ∅              | /i/                    | /i/             | /u/                  | /u/                | /n/              | /n/                | /ŋ/              | /ŋ/                | /ŋ/                  | /ɻ/               |                      |                |
| ------ | --- | -------------- | ---------------------- | --------------- | -------------------- | ------------------ | ---------------- | ------------------ | ---------------- | ------------------ | -------------------- | ----------------- | -------------------- | -------------- |
| Medial | ∅   | ih/ŭ [ɨ] ㄭ -i | ê/o [ɤ] ㄜ e           | a [a] ㄚ a      | ei [ei] ㄟ ei        | ai [ai] ㄞ ai      | ou [ou] ㄡ ou    | ao [au] ㄠ ao      | ên [ən] ㄣ en    | an [an] ㄢ an      | ung [ʊŋ] ㄨㄥ ong    | êng [əŋ] ㄥ eng   | ang [aŋ] ㄤ ang      | êrh [aɚ̯] ㄦ er |
| Medial | /j/ | i [i] ㄧ i     | ieh [je] ㄧㄝ ie       | ia [ja] ㄧㄚ ia |                      |                    | iu [jou] ㄧㄡ iu | iao [jau] ㄧㄠ iao | in [in] ㄧㄣ in  | ien [jɛn] ㄧㄢ ian | iung [jʊŋ] ㄩㄥ iong | ing [iŋ] ㄧㄥ ing | iang [jaŋ] ㄧㄤ iang |                |
| Medial | /w/ | u [u] ㄨ u     | o/uo [wo] ㄛ/ㄨㄛ o/uo | ua [wa] ㄨㄚ ua | ui/uei [wei] ㄨㄟ ui | uai [wai] ㄨㄞ uai |                  |                    | un [wən] ㄨㄣ un | uan [wan] ㄨㄢ uan |                      |                   | uang [waŋ] ㄨㄤ uang |                |
| Medial | /ɥ/ | ü [y] ㄩ ü     | üeh [ɥe] ㄩㄝ üe       |                 |                      |                    |                  |                    | ün [yn] ㄩㄣ ün  | üan [ɥɛn] ㄩㄢ üan |                      |                   |                      |                |

Wade–Giles utilise -uei après kʻ et k, ou dans les autres cas -ui: kʻuei, kuei, hui, shui, chʻui.
Dans cette méthode, [-ɤ] s'écrit -o après kʻ, k et h, sinon -ê: kʻo, ko, ho, shê, chʻê. 
Lorsque [ɤ] forme une syllabe par elle-même, elle est écrite ê ou o en fonction du caractère.
Avec Wade–Giles [-wo] s'écrit -uo après kʻ, k, h et sh, dans les autres cas, elle s'écrit -o: kʻuo, kuo, huo, shuo, chʻo.
Giles
Pour -ih et -ŭ, voir plus bas.
A Chinese-English Dictionary de Giles, inclus également les syllabes chio, chʻio, hsio, yo, qui sont à présent prononcée comme chüeh, chʻüeh, hsüeh, yüeh.

### Syllabes commençant par une médiale
|         |     | Coda           | Coda               | Coda            | Coda               | Coda               | Coda              | Coda               | Coda               | Coda                 | Coda                 | Coda                 | Coda                 | Coda |
| ∅       | ∅   | ∅              | /i/                | /i/             | /u/                | /u/                | /n/               | /n/                | /ŋ/                | /ŋ/                  | /ŋ/                  |                      |                      |      |
| ------- | --- | -------------- | ------------------ | --------------- | ------------------ | ------------------ | ----------------- | ------------------ | ------------------ | -------------------- | -------------------- | -------------------- | -------------------- | ---- |
| Médiale | /j/ | i/yi [i] ㄧ yi | yeh [je] ㄧㄝ ye   | ya [ja] ㄧㄚ ya |                    | yai [jai] ㄧㄞ yai | yu [jou] ㄧㄡ you | yao [jau] ㄧㄠ yao | yin [in] ㄧㄣ yin  | yen [jɛn] ㄧㄢ yan   | yung [jʊŋ] ㄩㄥ yong | ying [iŋ] ㄧㄥ ying  | yang [jaŋ] ㄧㄤ yang |      |
| Médiale | /w/ | wu [u] ㄨ wu   | wo [wo] ㄨㄛ wo    | wa [wa] ㄨㄚ wa | wei [wei] ㄨㄟ wei | wai [wai] ㄨㄞ wai |                   |                    | wên [wən] ㄨㄣ wen | wan [wan] ㄨㄢ wan   |                      | wêng [wəŋ] ㄨㄥ weng | wang [waŋ] ㄨㄤ wang |      |
| Médiale | /ɥ/ | yü [y] ㄩ yu   | yüeh [ɥe] ㄩㄝ yue |                 |                    |                    |                   |                    | yün [yn] ㄩㄣ yun  | yüan [ɥɛn] ㄩㄢ yuan |                      |                      |                      |      |

Avec Wade–Giles [i] s'écrit i ou yi en fonction du caractère.

### Voyelles et symboles finaux

#### Consonnes syllabiques
Comme Yale et les Symboles phonétiques du Mandarin II (zh) (SPM II, 國語注音符號第二式), Wade–Giles transcrit les deux types de consonnes syllabiques ((zh); Wade–Giles: kʻung1-yün4; Hànyǔ Pīnyīn: kōngyùn) différemment: 
- -ŭ est utilisée après sibilants écrits à cette position (et cette position seulement) comme tz, tzʻ et ss (Pīnyīn z, c et s).
- -ih est utilisé après la rétroflexe ch, chʻ, sh, et j (Pīnyīn zh, ch, sh, et r).

Ces finales sont toutes écrites comme -ih en tongyong pinyin, comme -i en Hànyǔ Pīnyīn (Donc, distinguables uniquement par l'initiale de  [i] comme dans li), et comme -y dans Gwoyeu Romatzyh et Wade simplifié. Elles sont typiquement omises dans Zhùyīn (Bōpōmōfō).
| API             | API             | ʈ͡ʂɨ  | ʈ͡ʂʰɨ  | ʂɨ   | ɻɨ  | t͡sɯ | t͡sʰɯ | sɯ  |
| Yale            | Yale            | jr   | chr   | shr  | r   | dz  | tsz  | sz  |
| SPM II          | SPM II          | jr   | chr   | shr  | r   | tz  | tsz  | sz  |
| Wade–Giles      | Wade–Giles      | chih | chʻih | shih | jih | tzŭ | tzʻŭ | ssŭ |
| Tongyòng Pinyin | Tongyòng Pinyin | jhih | chih  | shih | rih | zih | cih  | sih |
| Hànyǔ Pīnyīn    | Hànyǔ Pīnyīn    | zhi  | chi   | shi  | ri  | zi  | ci   | si  |
| Gwoyeu Romatzyh | Gwoyeu Romatzyh | jy   | chy   | shy  | ry  | tzy | tsy  | sy  |
| Wade simplifié  | Wade simplifié  | chy  | chhy  | shy  | ry  | tsy | tshy | sy  |
| Zhùyīn          | Zhùyīn          | ㄓ   | ㄔ    | ㄕ   | ㄖ  | ㄗ  | ㄘ   | ㄙ  |

#### Voyelle o
La finale o en Wade-Giles à deux prononciations en Mandarin moderne : [wo] et [ɤ].
Ce qui est prononcé aujourd'hui comme une voyelle mi-fermée postérieure non arrondie [ɤ] est généralement écrit ‹ ê ›, mais parfois ‹ o ›, en fonction de la prononciation historique (à l'époque où la romanisation Wade–Giles a été développée). En particulier, après les initiales vélaires k, kʻ et h (et un ng historique, qui a disparu au moment où Wade–Giles a été développée), o est utilisée ; par exemple, 哥 est ko¹ (pinyin : ‹ gē ›) et 刻 est kʻo⁴ (pinyin : ‹ kè ›). En mandarin moderne, [o] après une vélaire (et ce qui a été auparavant ‹ ng ›) s'est décalé vers [ɤ], ainsi, elles sont écrites ge, ke, he et e en Pīnyīn. Lorsque [ɤ] forme seule une syllabe, Wade–Giles l'écrit ‹ ê › ou ‹ o › en fonction du caractère. Dans toutes les autres circonstances, elle écrit ‹ ê ›.
Ce qui est prononcé aujourd'hui comme [wo] est généralement écrit o en Wade–Giles, à l'exception de wo, shuo (e.g. 說 shuo¹) et les trois syllabes kuo, kʻuo, et huo (comme dans 過, 霍, etc.), qui contrastent avec ko, kʻo, et ho qui correspondent au pinyin ge, ke, et he. C'est parce que des caractères comme 羅, 多, etc. (Wade–Giles : lo², to¹; Pīnyīn: luó, duō) ne portaient pas, à l'origine, la médiale [w]. En Mandarin moderne, , la distinction phonétique entre o et -uo/wo a été perdue (à l’exception des interjections, lorsqu'elles sont utilisées seules), et la médiale [w] est ajoutée devant -o, créant ainsi le [wo] moderne.
| API        | pwo  | pʰwo | mwo  | fwo  | two    | tʰwo   | nwo    | lwo    | kɤ   | kʰɤ  | xɤ   | ʈ͡ʂwo   | ʈ͡ʂʰwo  | ʐwo    | t͡swo   | t͡sʰwo  | swo    | ɤ   | wo   |
| Wade–Giles | po   | pʻo  | mo   | fo   | to     | tʻo    | no     | lo     | ko   | kʻo  | ho   | cho    | chʻo   | jo     | tso    | tsʻo   | so     | o/ê | wo   |
| Zhùyīn     | ㄅㄛ | ㄆㄛ | ㄇㄛ | ㄈㄛ | ㄉㄨㄛ | ㄊㄨㄛ | ㄋㄨㄛ | ㄌㄨㄛ | ㄍㄜ | ㄎㄜ | ㄏㄜ | ㄓㄨㄛ | ㄔㄨㄛ | ㄖㄨㄛ | ㄗㄨㄛ | ㄘㄨㄛ | ㄙㄨㄛ | ㄜ  | ㄨㄛ |
| Pīnyīn     | bo   | po   | mo   | fo   | duo    | tuo    | nuo    | luo    | ge   | ke   | he   | zhuo   | chuo   | ruo    | zuo    | cuo    | suo    | e   | wo   |

Il est à noter que les translittérations zhuyin et pinyin écrivent [wo] comme ㄛ -o après ㄅ b, ㄆ p, ㄇ m et ㄈ f, alors qu'elles sont écrites ㄨㄛ -uo après toutes les autres initiales.